# Expo/Western
Expo/Western – naziemna stacja linii Expo Line metra w Los Angeles znajdująca się w dystrykcie West Adams. Powstała w ramach pierwszego etapu budowy linii Expo, która docelowo ma dotrzeć do miasta Santa Monica. Stacji została oddana do użytku 28 kwietnia 2012 roku.

## Opis stacji
Stacja Expo/Western znajduje się pomiędzy jezdniami Exposition Bulevard na po obu stronach skrzyżowania z Western Avenue. Instalacja artystyczna zdobiąca stację nazywa się Ephemeral Views: A Visual Essay i została wykonana przez Ronalda J. Llanosa.

## Połączenia autobusowe
Linie autobusowe Metro
- Metro Local: 102, 207, 757